# Via Podiensis

Itinéraires du pèlerinage de Saint Jacques en France.

La via Podiensis (ou voie du Puy) est le nom latin d'un des quatre chemins de France du pèlerinage de Saint-Jacques-de-Compostelle. Elle part du Puy-en-Velay et traverse le pays d'étape en étape jusqu'au village basque d'Ostabat près duquel elle rejoint la via Turonensis et la via Lemovicensis réunies peu avant.
Les trois chemins prennent alors le nom de Camino navarro et se prolongent jusqu'à Puente la Reina en Espagne, après le passage des Pyrénées et de la frontière par le col de Bentarte ou par Valcarlos, en amont du col de Roncevaux. Ils y retrouvent le Camino aragonés, prolongement espagnol de la via Tolosane, quatrième chemin venant de France. L'ensemble de ces quatre voies principales devient alors le Camino francés qui conduit jusqu'à Saint-Jacques-de-Compostelle en Galice.
Avant le Puy, à partir de Genève, existe la via Gebennensis, qui recueille les pèlerins suisses et allemands et aboutit à la via Podiensis. Sa dénomination latine ne doit pas faire illusion : cet itinéraire moderne  a été tracé dans les années 1980-1990 et n'a rien d'historique ; néanmoins les nombreux « hôpitaux » qui le jalonnent marquent de manière incontestable le passage de voyageurs d'antan, pèlerins ou autres.
De Genève à Pampelune, les deux chemins (via Gebennensis puis via Podiensis) sont balisés en tant que sentier de grande randonnée GR 65, avec quelques variantes locales : GR 651 par la vallée du Célé, GR 652 par Rocamadour. La via Podiensis est aussi incluse dans le Sentier européen E3.

## Historique et contexte des chemins de Compostelle

### Le Codex Calixtinus
D’après le Chapitre Premier du Guide du Pèlerin (cinquième livre du Codex Calixtinus), quatre routes mènent à Saint-Jacques-de-Compostelle :
- la via Turonensis, au départ de Paris, en passant par Tours ;
- la via Lemovicensis, au départ de Vézelay, en passant par Limoges ;
- la via Podiensis, au départ du Puy-en-Velay, en passant par Cahors ;
- la via Tolosane, au départ d'Arles, en passant par Toulouse.

Les trois premières voies se réunissent en amont d'Ostabat au carrefour de Gibraltar, puis traversent les Pyrénées par le col de Roncevaux en prenant le nom de Camino navarro. Elles rencontrent à Puente la Reina, en territoire espagnol, la quatrième voie qui a franchi les Pyrénées plus à l'est par le col du Somport. De là, un itinéraire principal conduit à Saint-Jacques : le Camino francés.
Les renseignements du Guide du Pèlerin sont bien sommaires ; à chacun de faire son chemin. De nos jours, le balisage permet une meilleure préparation du voyage.

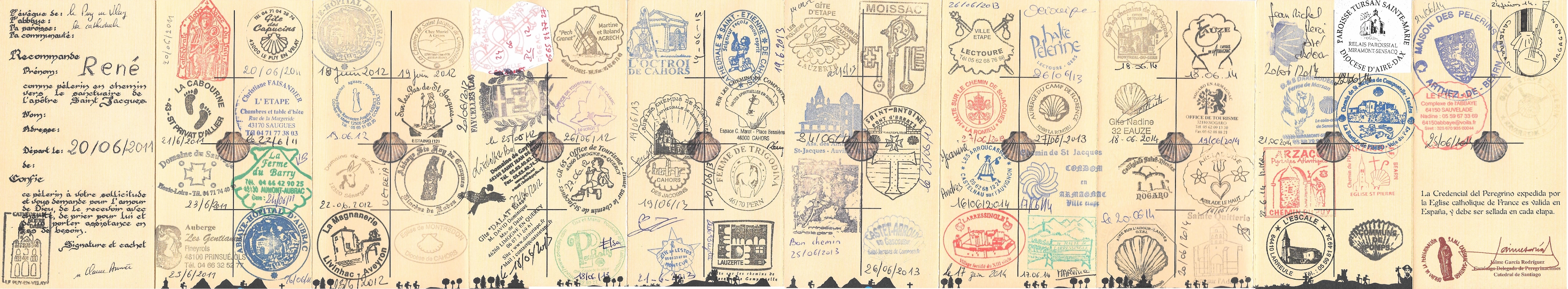
Crédanciale d'un pèlerin du chemin du Puy-en-Velay de 2011 à 2014.

### Dans les pas de Godescalc
En l’an 950 ou 951 (chaque année a ses fervents partisans), Godescalc, évêque du Puy-en-Velay, se rend en pèlerinage à Saint-Jacques-de-Compostelle. Il est le deuxième pèlerin non hispanique à effectuer le pèlerinage à Saint-Jacques de Compostelle.
C’est une véritable troupe qui se déplace. Outre l’évêque et les membres du clergé l’accompagnant, on y compte des troubadours pages au service des ecclésiastiques, des barons et sénéchaux, tous ces beaux messieurs étant protégés par de nombreux gens d’armes : archers et lanciers.
Le parcours suivi est bien mal connu, mais quelques cités n’hésitent pas à revendiquer leur passage.
1. Une possibilité est que  Godescalc ne traversa pas le Massif Central, mais rejoignit le Rhône et prit ensuite la voie romaine qui suivait la côte méditerranéenne [réf. nécessaire]. À Barcelone, il put négocier un sauf-conduit afin d'emprunter l'ancienne voie romaine le long de l'Èbre et passer par Saragosse.
2. Une seconde possibilité est que les pèlerins rejoignirent l'ancienne  voie Bolène (Lyon - Saint-Paulien - Toulouse) à Saint-Privat-d'Allier.

Le premier parcours est noté dans les écrits de Gomesano, moine du couvent espagnol de Saint-Martin d’Albeda (proche de Logroño) : « L’évêque Godescalc, animé d’une manifeste dévotion, a quitté son pays d’Aquitaine, accompagné d’un grand cortège, se dirigeant vers l’extrémité de la Galice pour toucher la miséricorde divine en implorant humblement la protection de l’apôtre saint Jacques. »
À la fin d'un manuscrit, il arrive que le scribe mentionne son nom, son âge, la date de son travail. Ces données forment le colophon. Dans celui du De Virginitate, copié pour Godescalc, en 951, Gomesano, moine d'Albelda, s'exprime ainsi : « Le très saint évêque Godescalc emporta ce petit livre d'Hispanie en Aquitaine durant l'hiver, dans les premiers jours de janvier... ».
Le second parcours est plus direct et correspond à l'actuelle Via Podiensis officielle. Il est plus logique car il évite de traverser des territoires en Espagne alors aux mains des musulmans. Il faut remarquer aussi que sur  le texte espagnol est écrit "Aquitaine", ce qui ne correspond absolument pas à un parcours Le Puy - Barcelone.
Il faut aussi mentionner le pèlerinage du comte de Rouergue en 961, Raymond II, qui fut tué "sur le chemin de Saint-Jacques" par les Sarrasins.

### Les pèlerins au Moyen Âge
Les « Bourguignons et les Teutons » mentionnés dans le Guide du Pèlerin, et, plus généralement, les jacquets venus de l'est de l'Europe, passaient souvent par le grand sanctuaire marial qui a donné son nom à la via Podiensis.
Si l'itinéraire du périple de Godescalc reste inconnu, les pèlerins qui cheminèrent à sa suite ont laissé bien des traces sur leur passage. Sanctuaires, abbayes, hôpitaux et ponts, mais aussi miracles et légendes, ont durablement marqué le paysage et les lieux traversés par leur chemin, qui, partant du Puy, franchit les monts d'Aubrac pour atteindre Conques et la vallée du Lot, parcourt le Quercy en s'arrêtant à Moissac et, après la Gascogne, se confond, au carrefour de Gibraltar, avec la via Lemovicensis et la via Turonensis réunies.
Dans le Guide du Pèlerin du XIIe siècle,les auteurs ne donnent que trois indications au Chapitre Premier, Les Chemins de Saint-Jacques : ils ne citent que trois églises ; Notre-Dame du Puy, Sainte-Foy de Conques et Saint-Pierre de Moissac.
Toujours dans le Guide du Pèlerin, au Chapitre IV, Corps saints qui reposent sur la route de Saint-Jacques et que les pèlerins doivent visiter, il ne signale qu’un seul corps saint, sainte Foy de Conques. Il y avait peu de corps saints à visiter sur cette route, contrairement aux autres routes.
Aux pèlerins de se retrouver puisque la prochaine étape est Ostabat, et le carrefour de Gibraltar, là où se réunissent les trois routes.
Où est donc le chemin « historique » que les pèlerins du XXIe siècle veulent suivre à tout prix ? Une indication plus tardive, suivre les hôpitaux Saint-Jacques.

### Les hôpitaux Saint-Jacques sur lavia Podiensis

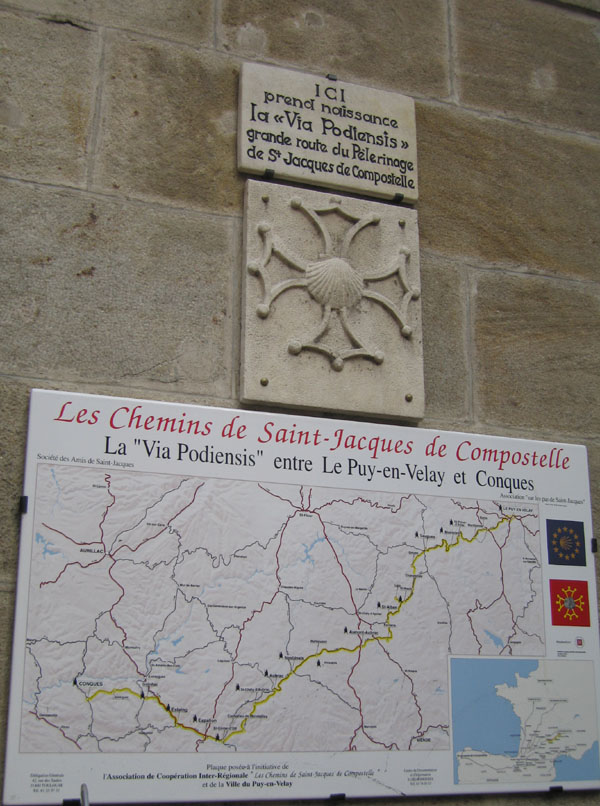
« Ici commence la Via Podiensis », en centre-ville du Puy-en-Velay.

Au Moyen Âge, le terme « hôpital » désignait un lieu d'assistance et d'asile plutôt qu'un établissement de soins. On y recevait les « pauvres du lieu et pauvres passants », c'est-à-dire tous les voyageurs, dont les pèlerins, pauvres « spirituels », qui, même riches, s'étaient dépouillés volontairement pour prendre la route et « suivre pauvres le Christ pauvre. » Le vocable sous lequel l'hôpital était placé n'est pas sans importance : on pense que celui de « saint Jacques » recevait essentiellement une clientèle de pèlerins venant de Galice sans que la porte ait été fermée aux autres voyageurs.
Dans le Guide du Pèlerin, on note au Chapitre XI, de l’accueil à faire aux pèlerins de Saint-Jacques : « Les pèlerins pauvres ou riches qui reviennent de Saint-Jacques ou qui y vont doivent être reçus avec charité et entourés de vénération. Car quiconque les aura reçus et hébergés avec empressement aura pour hôte non seulement saint Jacques, mais Notre Seigneur lui-même, ainsi qu’il l’a dit dans son évangile : qui vous reçoit, me reçoit. »
À chaque passage difficile (rivière, montagne), les asiles assuraient de surcroît le service d’un bac, l’entretien d’un pont ou la protection de ceux qui passaient les cols. Les hospices étaient d’autant plus modestes qu’ils étaient nombreux. Ils ne pouvaient héberger habituellement que de trois à vingt-cinq personnes ; chaque pèlerin ne pouvait y rester qu’une ou deux nuits à moins d’être malade et les pauvres n’y étaient admis que s’ils n’avaient pas la force de mendier.
Le personnel était réduit : le « maître » nommé à vie ou pour un temps (souvent trois ans) et un ou deux frères, une ou deux sœurs pour l’entretien, la préparation des repas et le travail des terres attenantes. Sous le contrôle et la protection des évêques, des municipalités ou des souverains, ils jouissaient de privilèges, telle l’exemption d’impôts. Legs et dons accroissaient leur patrimoine aux revenus duquel pouvaient s’ajouter le produit des quêtes et le bénéfice tiré de différents droits.
Ainsi, nous trouvons sur la via Podiensis des hôpitaux Saint-Jacques au Puy-en-Velay, Saugues, l'Hospitalet (actuellement la chapelle Saint-Roch de la Margeride), Figeac, Varaire, Cahors, Moissac, La Peyronelle (à l'entrée de Lectoure dans le sens aller), Lectoure, Condom (hôpitaux de Saint-Jacques de Teste et de Saint-Jacques de la Bouquerie).
Ils constituent des jalons incontestables du passage des pèlerins d'antan dans ces localités.
Enfin les Pyrénées étaient franchies. Les actions de grâce fusaient dans toutes les langues de l'Europe.
« E Ultreia, e suseia, Deus aida nos » (Plus oultre, plus haut, plus loin, Dieu aide-nous).

## Le chemin actuel

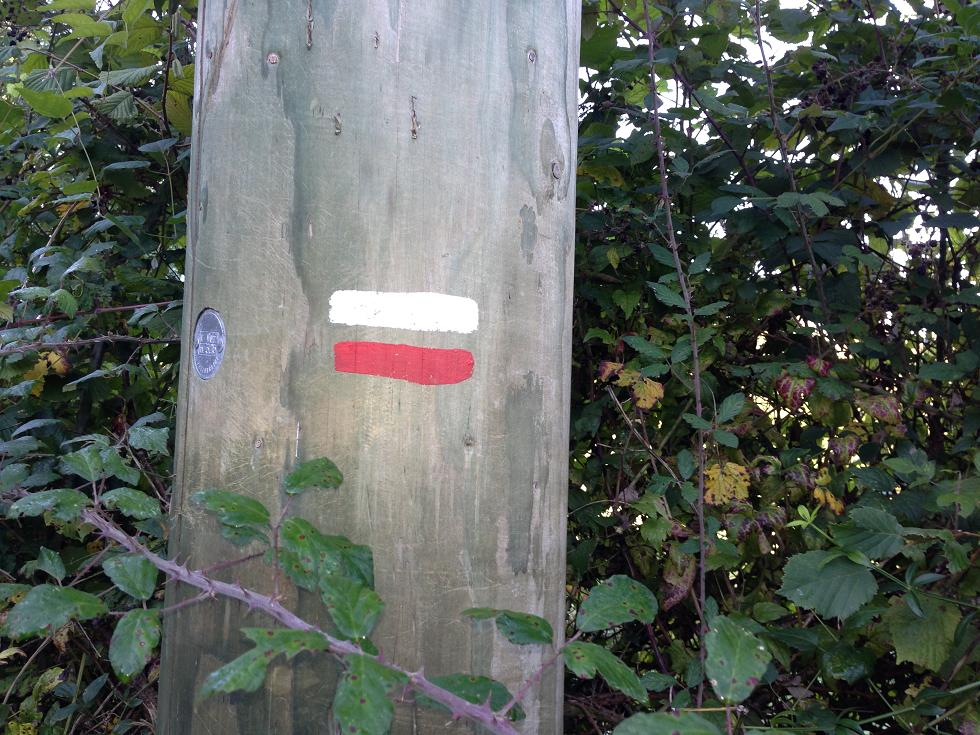
Balisage : c'est le sentier.

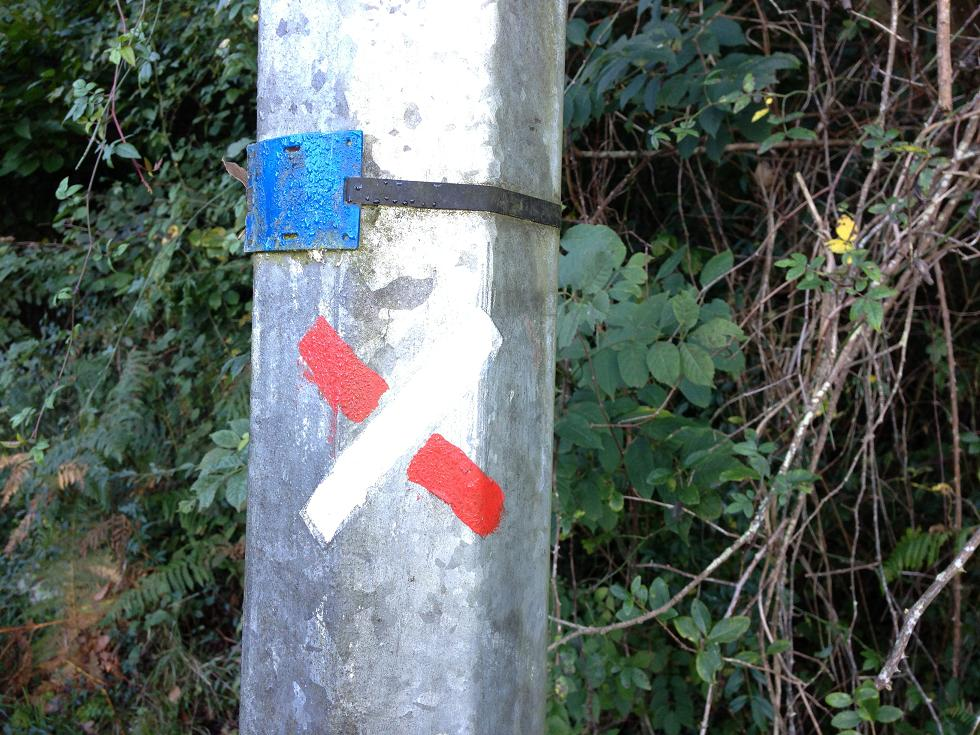
Balisage : ce n'est pas le sentier.

### Dans laHaute-Loire
- Le Puy-en-Velay, la cathédrale Notre-Dame et son cloître, l’Hôtel-Dieu Saint-Jacques, la statue de Notre-Dame-de-France, l’église Saint-Laurent, l’église des Carmes, la chapelle des Pénitents, sans oublier le village d'Aiguilhe et sa chapelle de Saint-Michel d’Aiguilhe ;
- Vals-près-le-Puy ;
- Saint-Christophe-sur-Dolaison et son église Saint-Christophe ;
- Bains, le hameau de Montbonnet et la chapelle Saint-Roch ;
- Saint-Privat-d'Allier, le lieu-dit de Rochegude et la chapelle Saint-Jacques ;
- Monistrol-d'Allier, le hameau d’Escluzels et la chapelle Sainte-Madeleine ;
- Saugues, la tour des Anglais, la collégiale Saint-Médard et l’hospice Saint-Jacques ;
- Chanaleilles, le domaine du Sauvage, ancienne domerie templière et la chapelle Saint-Roch.

### Dans laLozère
- Saint-Alban-sur-Limagnole et son église romane ;
- Aumont-Aubrac, l'église Saint-Étienne ;
- Malbouzon, son église, construite par les moines de Conques ;
- Rieutort-d'Aubrac ;
- Marchastel, et la chapelle Saint-Andéol ;
- Nasbinals, l'église Saint-Victor.

### Dans l'Aveyron
- Aubrac et la domerie d’Aubrac;
- Saint-Chély-d'Aubrac son église romane et son vieux pont dit « des Pèlerins », sur la Boralde ;
- Saint-Côme-d'Olt, l'église paroissiale dédiée à saint Côme et saint Damien ;
- Espalion, le château de Calmont d'Olt, le vieux palais et l'église de Perse ;
- Bessuéjouls et l'église Saint-Pierre ;
- Estaing, l'église dédiée à saint Fleuret et son pont sur le Lot
- Golinhac, l'église dédiée à saint Martin ;
- Espeyrac, l'église Saint-Pierre ;
- Sénergues, l'église Saint-Martin et son château construit à la fin du XIVe siècle ;
- Conques et l’abbaye Sainte-Foy ;
- Noailhac, la chapelle Saint-Roch ;
- Decazeville, l'église Notre-Dame ;
- Livinhac-le-Haut.

### Dans leLot
- Montredon, le prieuré Saint-Michel ;
- Saint-Félix, l'église romane Sainte-Radegonde ;
- Figeac, la place des Écritures (représentation de la pierre de Rosette), l'église Saint-Sauveur, l'église des carmes, l'église Notre-Dame-du-Puy et l’hôpital Saint-Jacques ;
- Béduer, et son château de Barasc.

Certains randonneurs ou pèlerins rejoignent Gréalou, et atteignent les rives du Lot à Cajarc. D’autres suivent le cours du Célé jusqu’à sa confluence avec le Lot.
Variante par la vallée du Lot
- Gréalou, l’église romane Notre-Dame et le dolmen de Pech-Laglaire ;
- Cajarc, et sa chapelle Sainte-Marguerite ;
- Varaire, l'église et l'hôpital Saint-Jacques.

Variante par la vallée du Célé : GR 651
- Espagnac-Sainte-Eulalie et son abbaye ;
- Brengues et son Château des Anglais ;
- Saint-Sulpice et son château du XVIe siècle ;
- Marcilhac-sur-Célé, la maison du Roy et son abbaye ;
- Sauliac-sur-Célé, la chapelle Notre-Dame du Roc-Traoucat (le rocher troué) ;
- Cabrerets, son château du XIIIe siècle et la grotte du Pech Merle ;
- Saint-Cirq-Lapopie.

Les deux variantes se rejoignent en amont de Cahors.
- Cahors, la cathédrale Saint-Étienne et le pont Valentré;
- Labastide-Marnhac ;
- Lhospitalet ;
- Lascabanes, l'église d'Escayrac ;
- Montcuq.

Une autre variante, présentant un détour important au nord, passe par Rocamadour.

### EnTarn-et-Garonne
- Lauzerte, ancienne bastide et l'église Saint-Barthélemy ;
- Moissac, l'abbaye Saint-Pierre et son cloître ;
- Auvillar, sa halle ronde et l'église Saint-Pierre.

### Dans leGers
- Saint-Antoine-sur-l’Arrats ;
- Flamarens, son château ;
- Miradoux, ancienne bastide ;

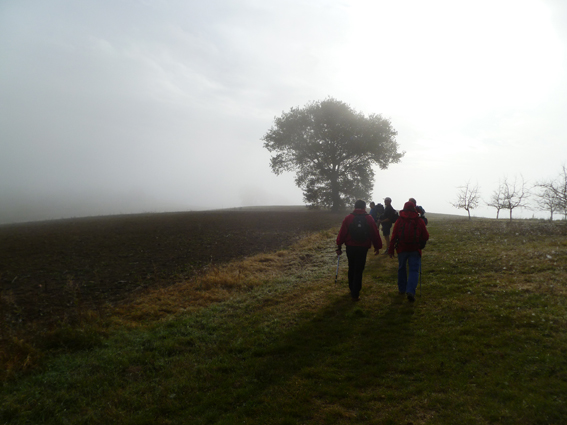
Variante vers Valence-sur-Baïse : chêne ancestral et pèlerins.

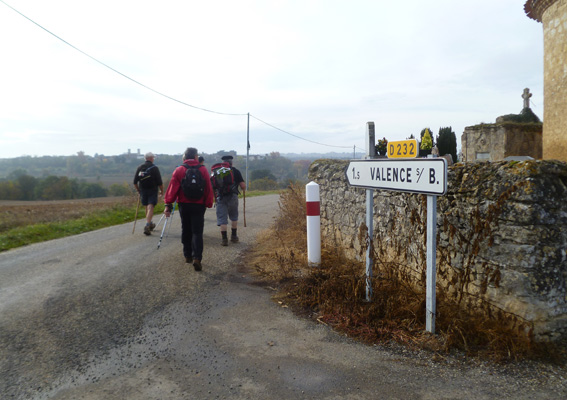
Valence-sur-Baïse se profile à l'horizon.

- Castet-Arrouy, son église Sainte-Blandine ;
- Lectoure, la cathédrale Saint-Gervais-Saint-Protais ;
- Marsolan ;
- La Romieu et sa collégiale Saint-Pierre ;
- Castelnau-sur-l'Auvignon ;
- Condom, la cathédrale Saint-Pierre et de nombreuses églises ;
- Valence-sur-Baïse, variante vers l'abbaye de Flaran et sa remarquable exposition jacquaire ;
- Larressingle ;
- Beaumont-sur-l'Osse et son pont d'Artigues ;
- L’abbaye de Flaran, hors chemin ;
- Montréal-du-Gers ;
- Lauraët ;
- Lagraulet-du-Gers ;
- Eauze et la cathédrale Saint-Luperc ;
- Manciet ;
- Nogaro, le village des noix ;
- Barcelonne-du-Gers (liaison avec le sentier de l'Adour).

### Dans lesLandes
- Aire-sur-l'Adour, la cathédrale Saint Jean-Baptiste, et l'église Sainte Quitterie.

Au départ d'Aire-sur-l'Adour, les randonneurs et pèlerins peuvent passer par :
- Pécorade
- Geaune

Ou par :
- Miramont-Sensacq, l'église Saint-Jacques de Sensacq

Ils se retrouvent à :
- Pimbo, sa collégiale Saint-Barthélemy

### Dans lesPyrénées-Atlantiques
- Arzacq-Arraziguet ;
- Vignes ;
- Louvigny ;

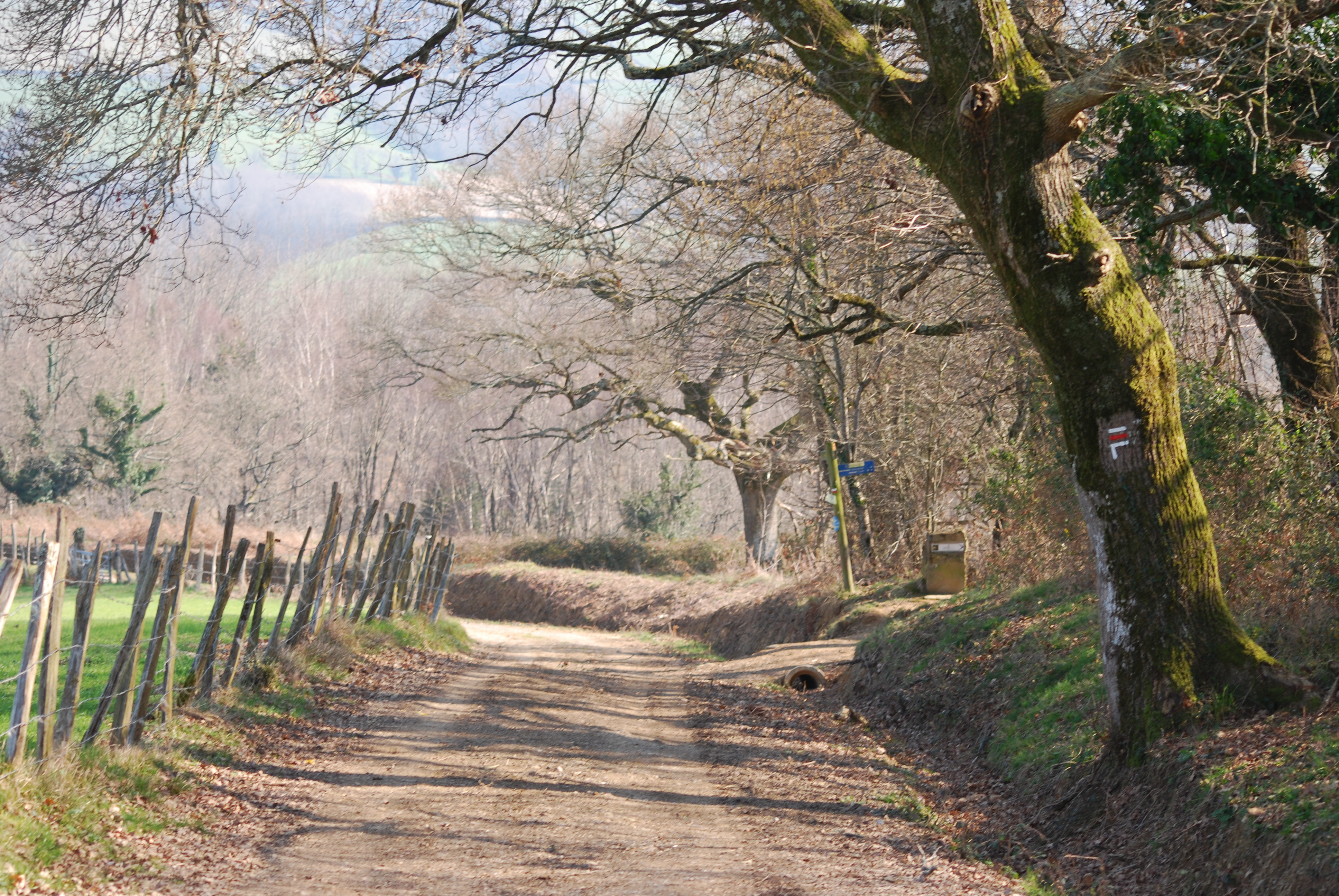
Le chemin entre Gibraltar et Harambeltz.

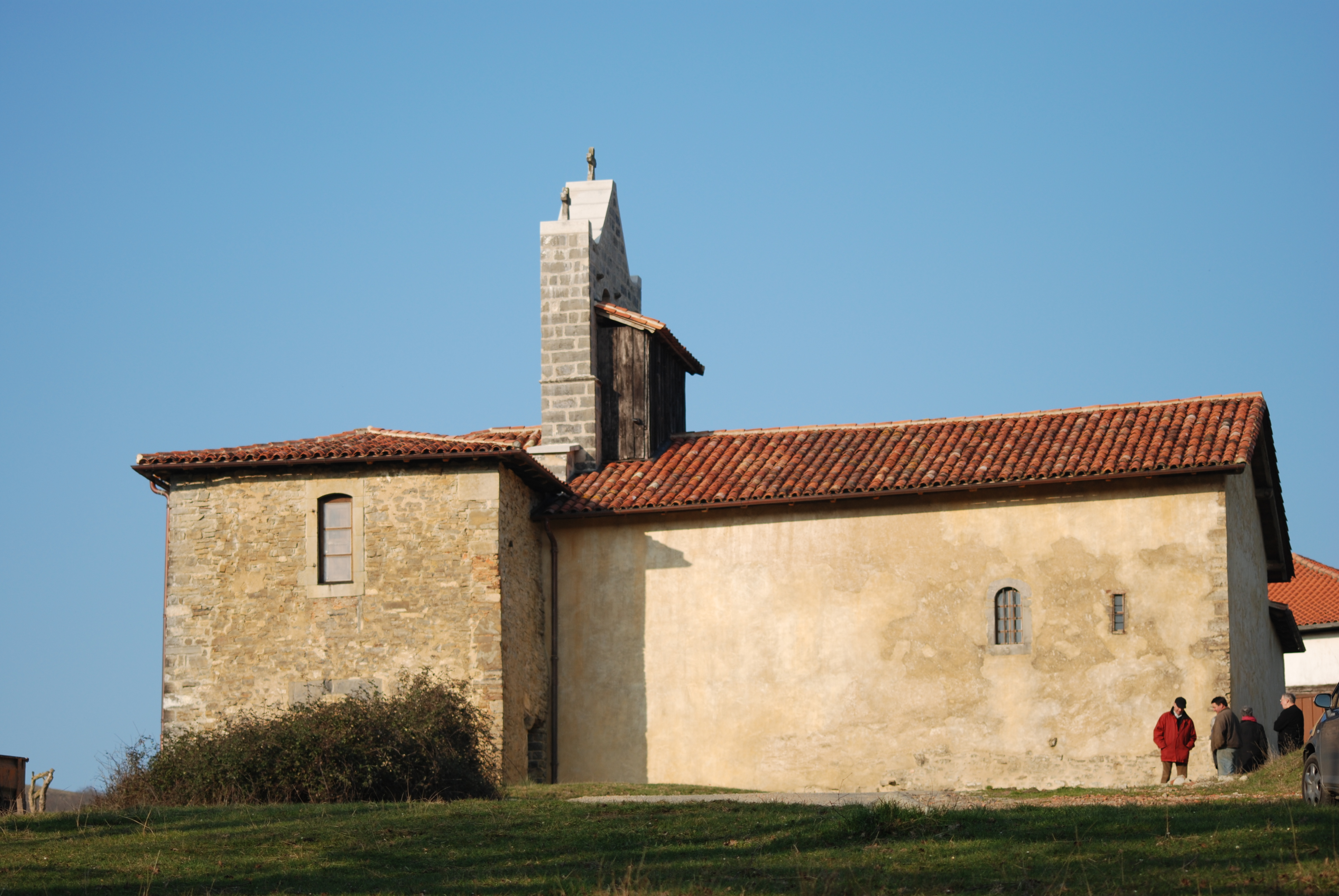
La chapelle d'Harambeltz.

- Larreule et les vestiges de son abbaye bénédictine ;
- Uzan ;
- Pomps et l'église Saint-Jacques-le-Majeur[5] du XIXe siècle ;
- Arthez-de-Béarn et la chapelle de l'ancien hôpital de Caubin ;
- Sauvelade et son abbaye cistercienne ;
- Navarrenx, ses remparts, son église Saint-Germain ;
- Charre et le château de Mongaston ;
- Aroue, l’église Saint-Étienne ;
- Saint-Palais, ou anciennement Garris, trois kilomètres plus à l'ouest ;
- Lieudit le Carrefour de « Gibraltar » là où on a placé au XXe siècle  la rencontre symbolique de trois chemins. Il ne doit rien à Tariq ibn Ziyad, c’est simplement une déformation phonétique du sanctuaire de Saint-Sauveur, sur la colline. Chabaltore en basque, est devenu par glissement Xibaltarre (prononcer « Chibaltare »), Chibraltare et enfin Gibraltar ;
- Ostabat, la chapelle Saint-Nicolas, le hameau d'Harambeltz et son prieuré-hôpital dédiée à saint Nicolas ;
- Larceveau-Arros-Cibits, le hameau d'Utziat, son prieuré-hôpital dédiée à saint Nicolas ;
- Saint-Jean-le-Vieux, l’église de Sainte-Marie-Madeleine de la Recluse ou de Betbéder, le hameau d'Apat-Ospitale et son prieuré-hôpital ;
- Saint-Jean-Pied-de-Port, la citadelle, la porte Notre-Dame, le pont Notre-Dame, l’église Notre-Dame du Bout du Pont.

La prochaine étape passe par le col de Roncevaux, pour atteindre le village de Orreaga-Roncesvalles en Navarre (Espagne).

## Galerie

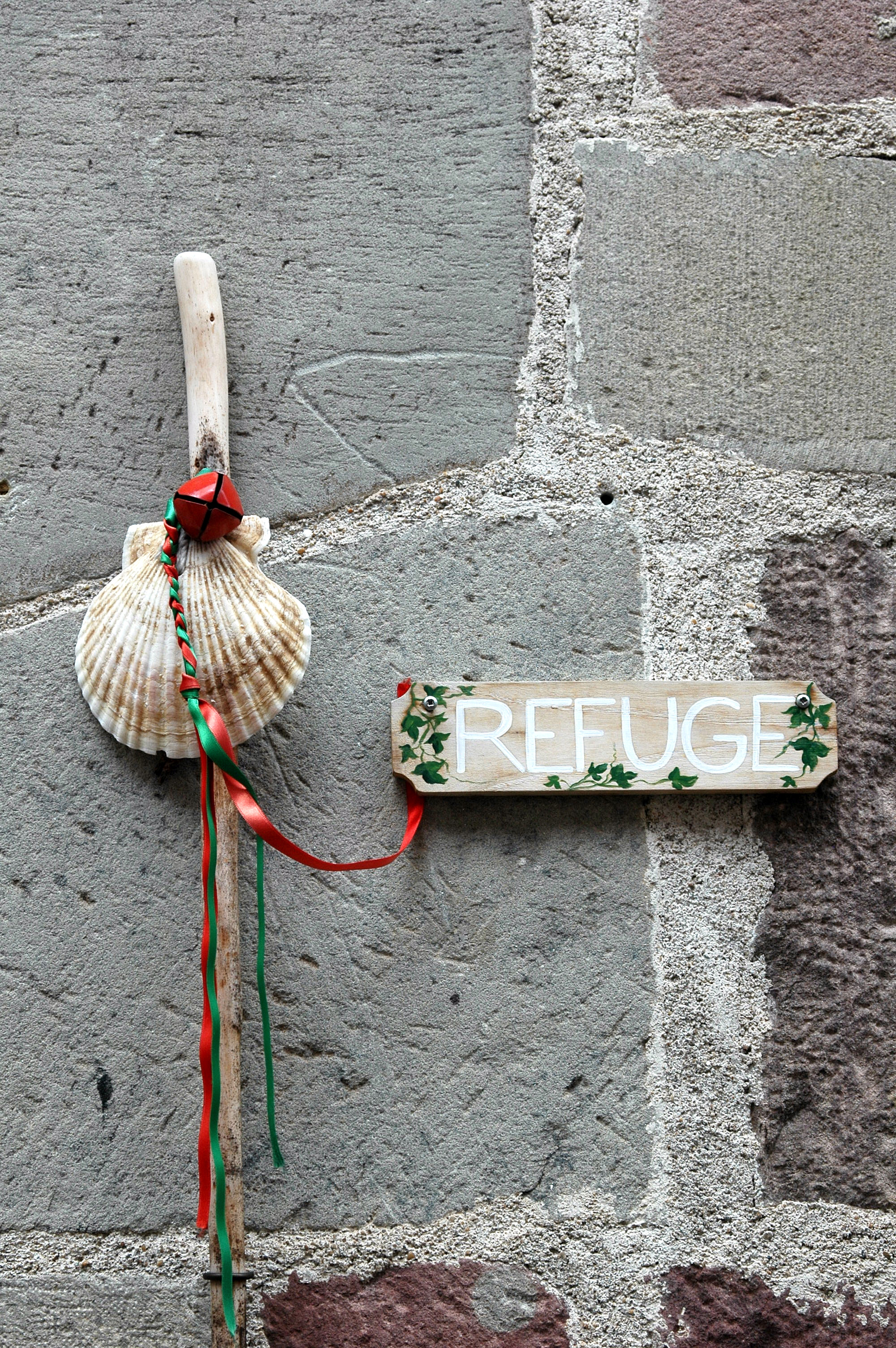
Saint-Jean-Pied-de-Port, accueil des pèlerins sur le chemin de Saint-Jacques de Compostelle.
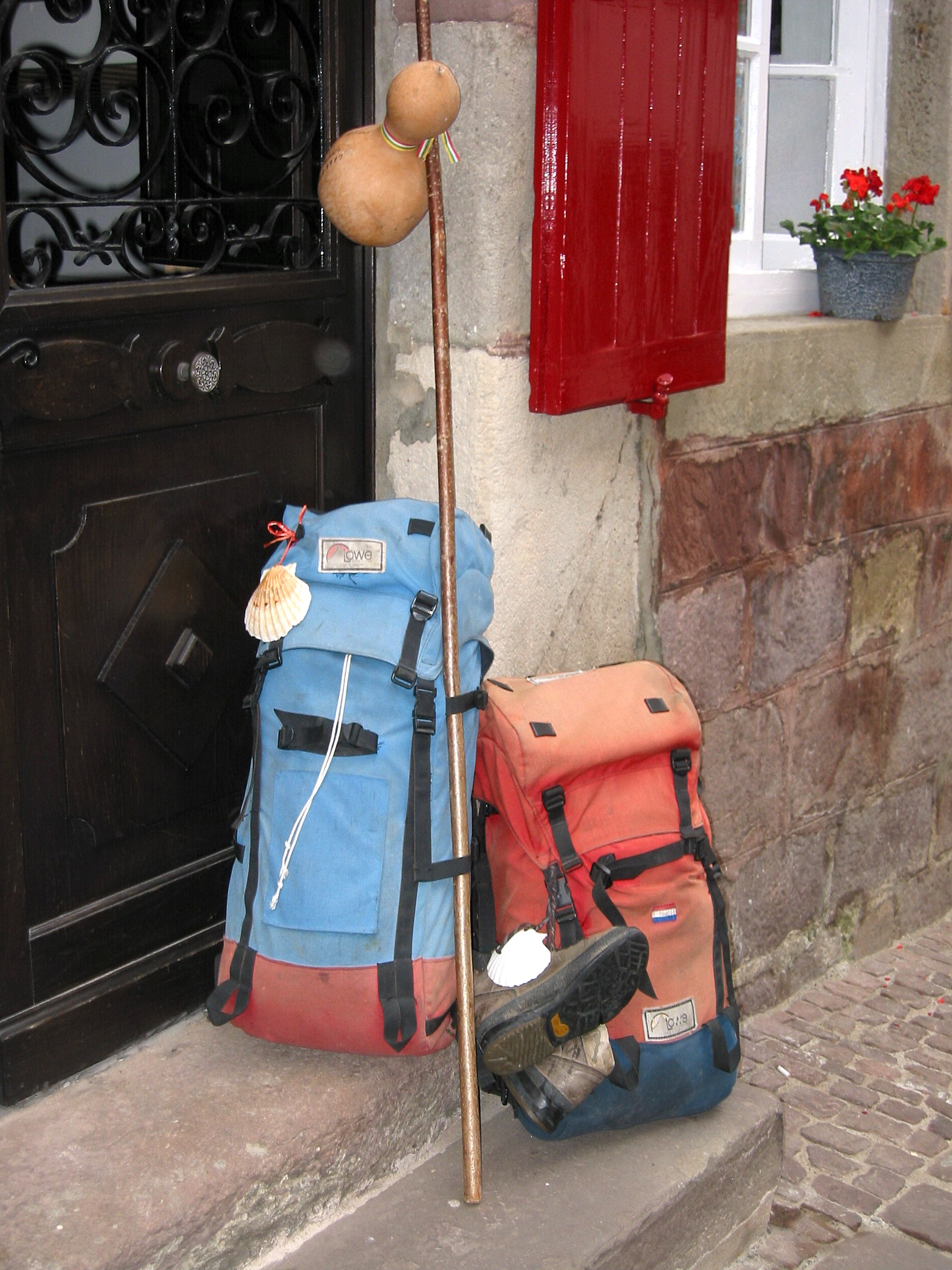
Saint-Jean-Pied-de-Port, pèlerins sur le chemin de Saint-Jacques de Compostelle.
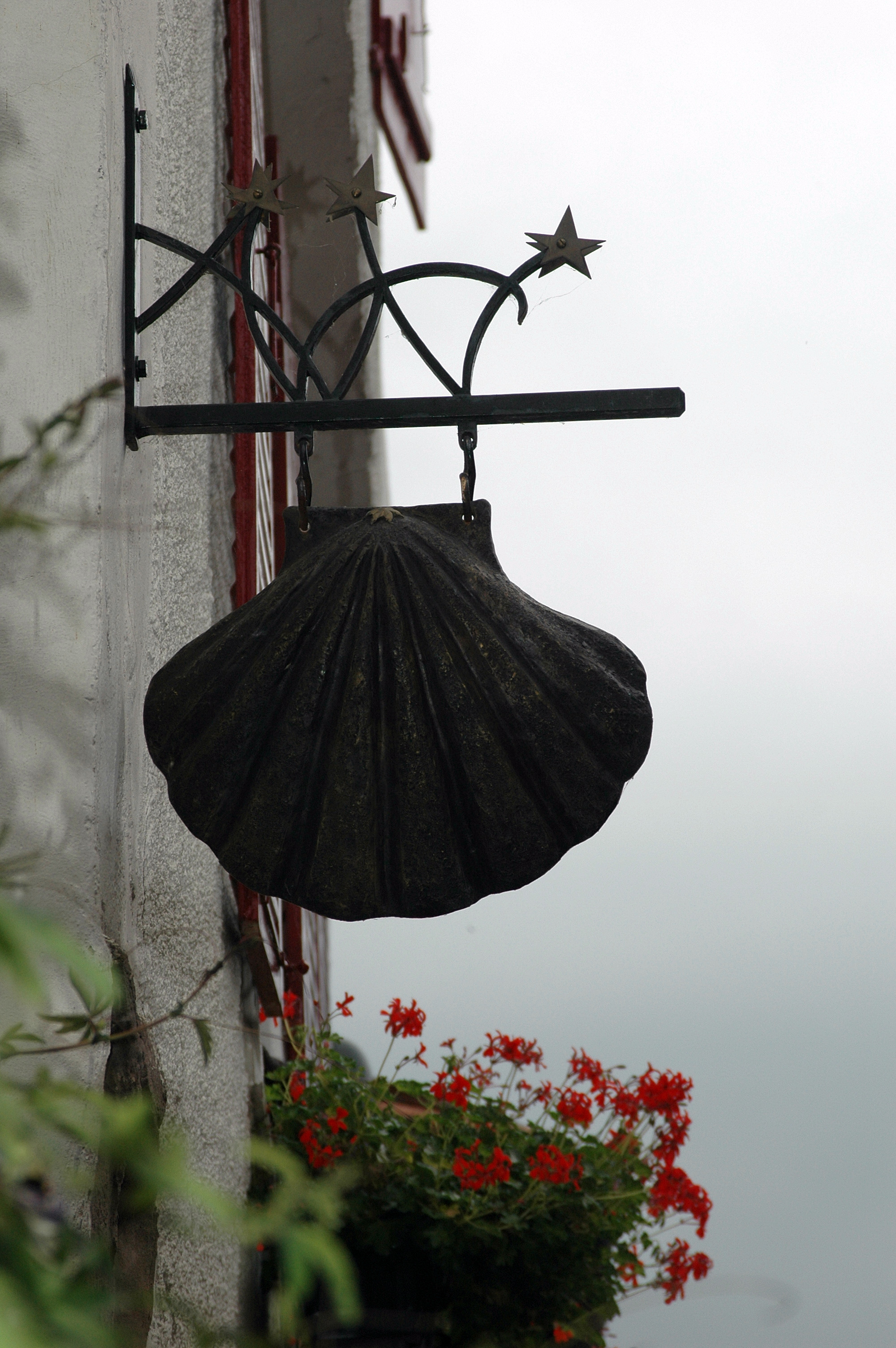
Saint-Jean-Pied-de-Port, enseigne sur le chemin de Saint-Jacques de Compostelle.